# Episinus implexus
Episinus implexus là một loài nhện trong họ Theridiidae.
Loài này thuộc chi Episinus. Episinus implexus được Eugène Simon miêu tả năm 1894.